# Marit Allen
Marit Allen (Cheshire, Inglaterra, 17 de septiembre de 1941 — Sídney, 26 de noviembre de 2007) fue una diseñadora de vestuario británica candidata al Óscar por la película francesa La vida en rosa y ganadora de un Premio BAFTA por la misma película en la categoría de Mejor diseño de vestuario.

## Filmografía Parcial
- Hulk (2003)
- Brokeback Mountain (2005)
- La vida en rosa (2007)

## Premios y nominaciones
Premios Óscar
| Año  | Categoría                 | Película        | Resultado |
| ---- | ------------------------- | --------------- | --------- |
| 2008 | Mejor diseño de vestuario | La vida en rosa | Nominado  |